# Rukia
Rukia är ett fågelsläkte i familjen glasögonfåglar inom ordningen tättingar. Släktet omfattar endast två arter som förekommer i ögruppen Karolinerna i Mikronesien:
- Chuukglasögonfågel (R. ruki)
- Pohnpeiglasögonfågel (R. longirostra)